# Lockheed MC-130
Lockheed MC-130 — сімейство літаків для виконання завдань спеціальних операцій, розроблених на базі класичного варіанту військово-транспортного літака C-130 фірми Lockheed, на замовлення Командування спеціальних операцій ВПС США. Літаки цього різновиду є на озброєнні також Командування освіти та тренування й Командування резерву ПС США.
На літаки лінійки MC-130 покладаються завдання щодо інфільтрації, ексфільтрації та забезпечення з повітря компонентів сил спеціальних операцій, а також дозаправлення у повітрі вертольотів й літаків ССО США.

## Варіанти
Сімейство Lockheed MC-130 включає таки різновиди MC-130E Combat Talon I, MC-130H Combat Talon II, MC-130W Combat/Dragon Spear, MC-130P Combat Shadow та MC-130J Commando II.
Літак MC-130E став першим у світі літаком, який безпосередньо розроблявся під вимоги проведення прихованих спеціальних операцій й пройшов практичні випробування в умовах В'єтнамської війни. Всього було вироблено шляхом модернізації транспортного C-130E 18 одиниць спеціалізованих літаків такого призначення, 4 з них вийшли зі строю, решта служила протягом більше чотирьох десятків років після введення до строю.
Модернізований MC-130H Combat Talon II пройшов випробування у середині 1980-х й згодом прийнятий на озброєння ПС США. З 24 літаків MC-130H 4 втрачено з різних обставин в процесі проведення спеціальних операцій. MC-130W Combat Spear випробувався в середині 2000-х й прийнятий на озброєння спецоперацій у 2006 році на заміну застарілим MC-130H Combat Talon II. MC-130P Combat Shadow став глибокою модернізацією HC-130. Літак слугував в основному для проведення бойових пошуково-рятувальних операцій, 28 одиниць було переобладнане на літаки-заправники для забезпечення мобільності заправлення літаків та гелікоптерів ССО при проведенні спеціальних акцій.

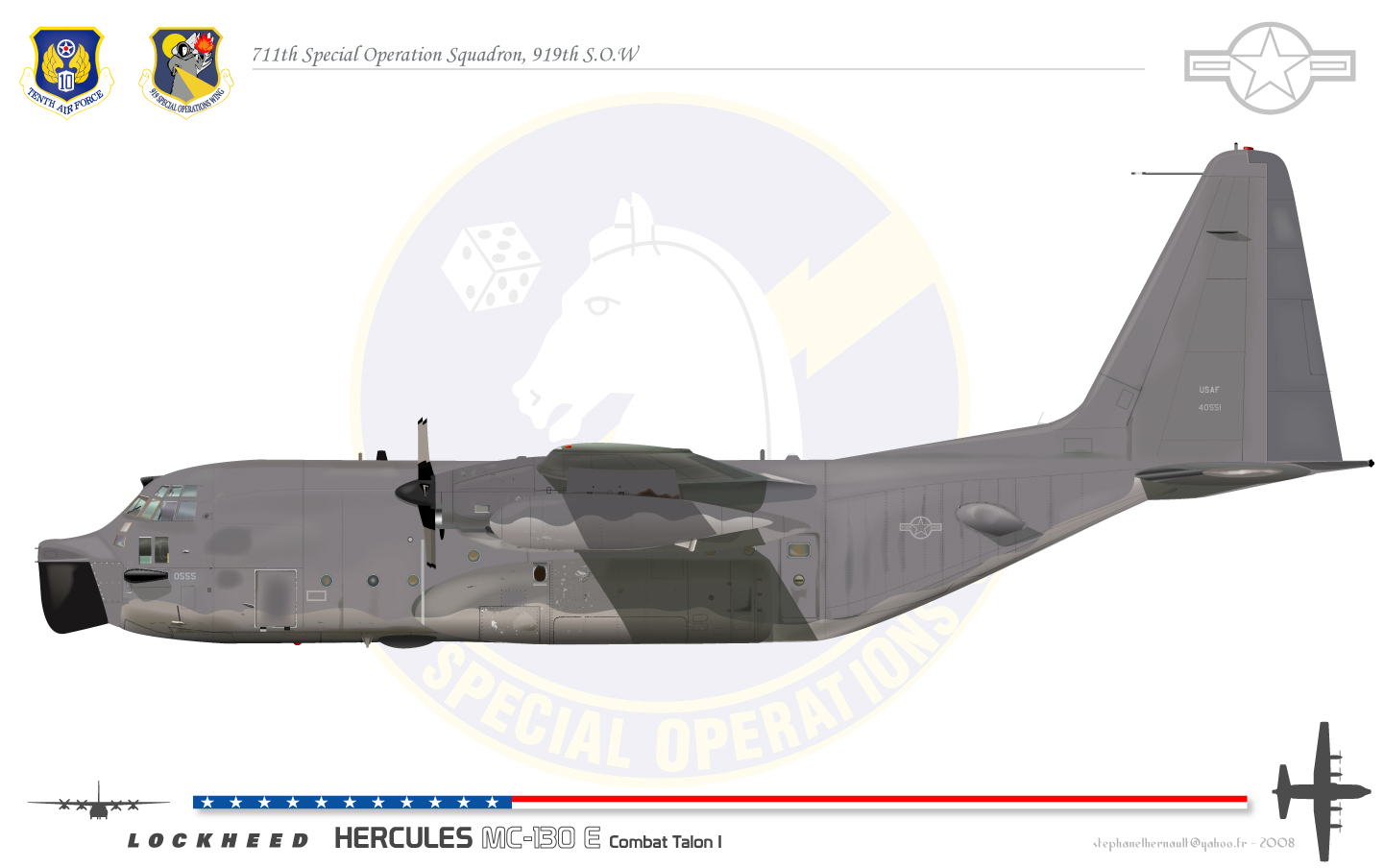
MC-130E Combat Talon I зі складу 711-ї ескадрильї спеціальних операцій

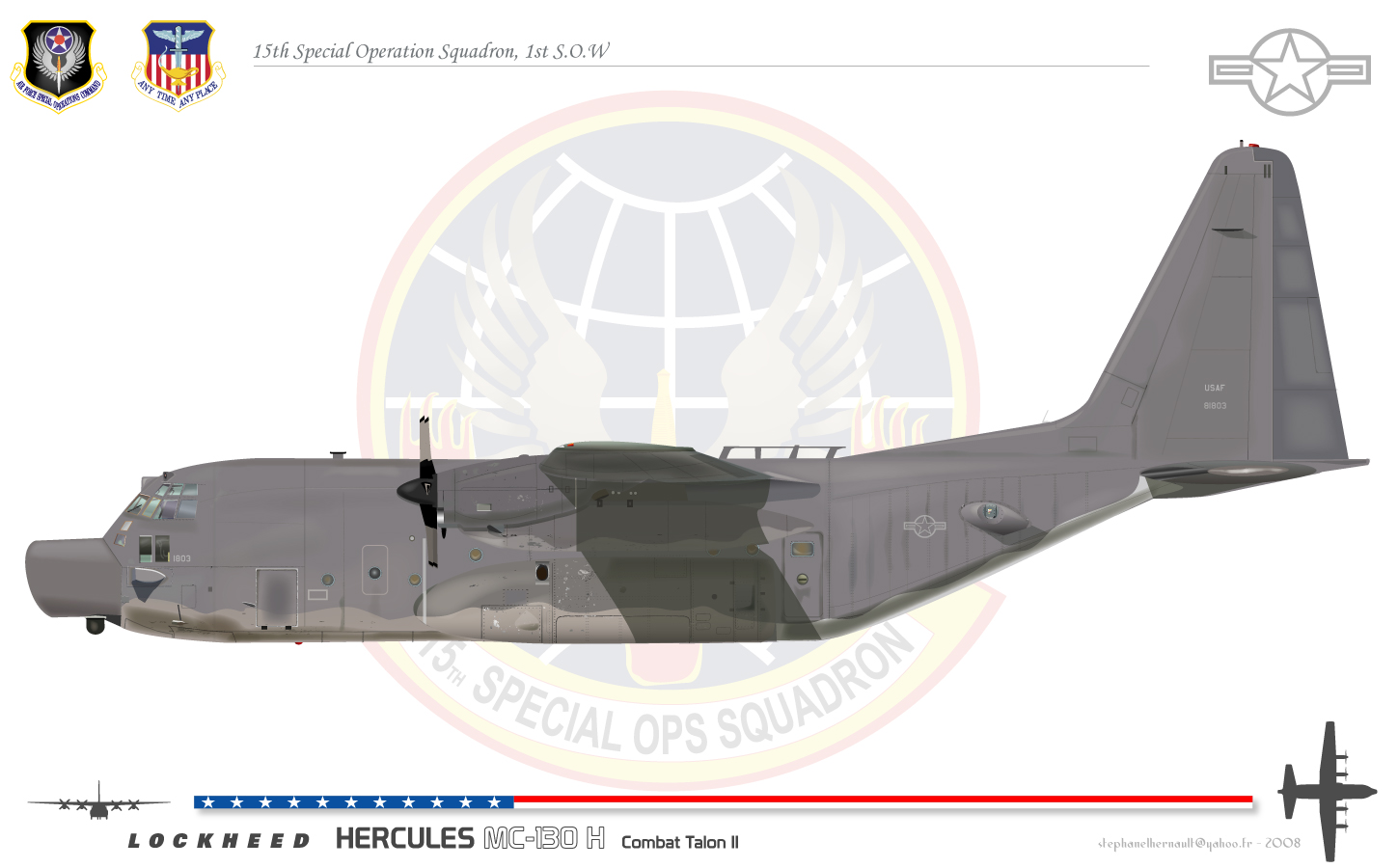
MC-130H Combat Talon II зі складу 15-ї ескадрильї спеціальних операцій

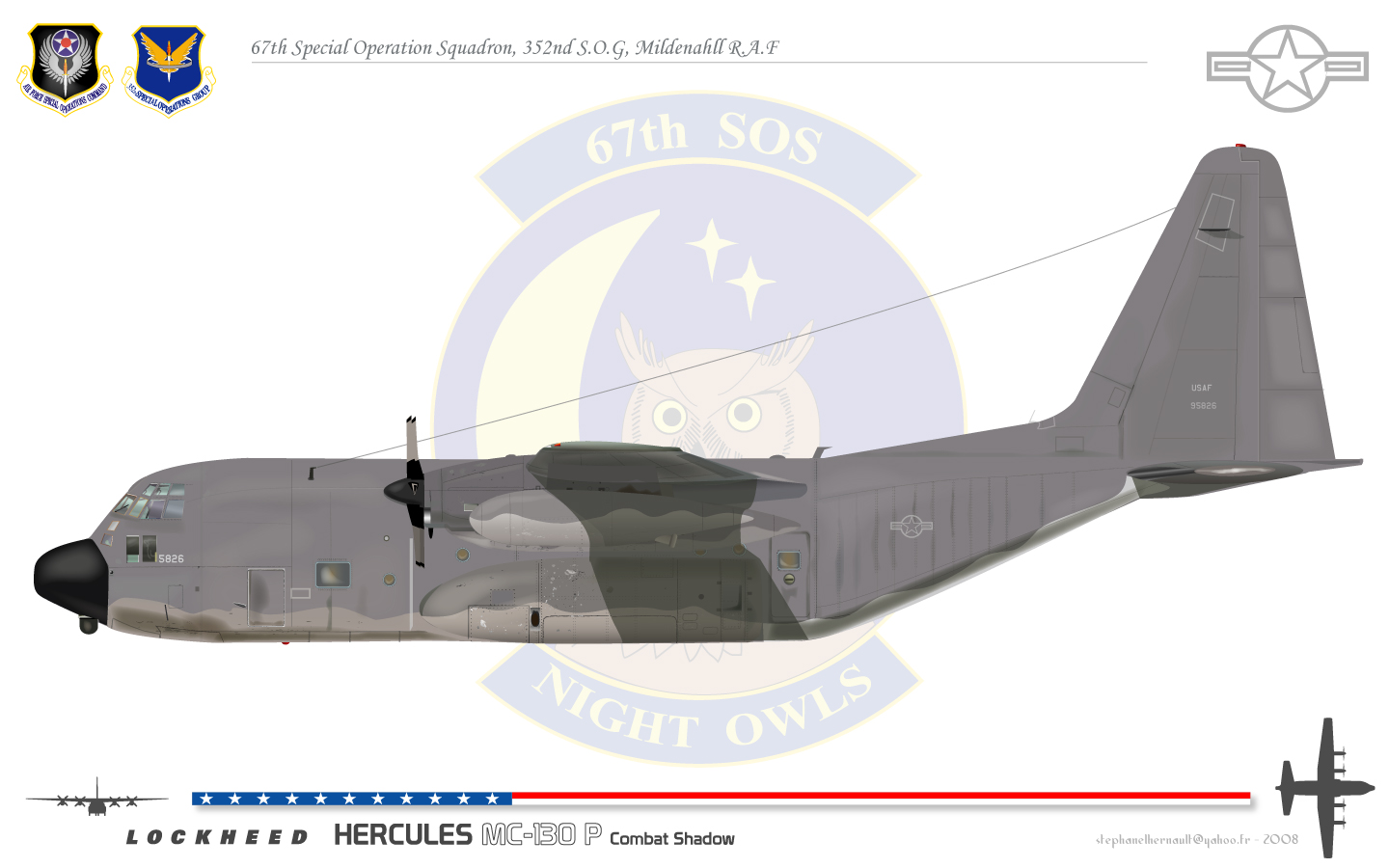
MC-130P Combat Shadow зі складу 67-ї ескадрильї спеціальних операцій

### MC-130E Combat Talon I
MC-130E Combat Talon I — військово-транспортний літак сил спеціальних операцій, створений на основі транспортного літака C-130E. Основні завдання літака — проведення інфільтрації та ексфільтрації груп ССО у ворожому середовищі, а також доставка й евакуація військового майна з місця проведення спеціальних операцій та зони ведення бойових дій. Також виконує завдання з дозаправлення літальних апаратів спецоперацій у повітрі; виконання задач психологічних операцій.

### MC-130H Combat Talon II
MC-130H Combat Talon II — модернізована версія спеціалізованого транспортного літака сил спеціальних операцій, створений шляхом глибокої модернізації транспортного літака C-130H. Основні завдання аналогічні першій версії літака.
Ключовим пунктом модернізації літака стала установка в бульбоподібному обтічнику в носовій частині фюзеляжу багатофункціональної РЛС APQ-170 з дворазовим резервуванням. У РЛС використовуються більш досконалі антена і процесор обробки сигналів, ніж на РЛС APQ-122, встановлених на MC-130E. Завдяки новій РЛС Combat Talon II може літати в режимі огинання рельєфу місцевості нижче 100 метрів і на більшій швидкості, ніж попередня версія. Сумісна робота РЛС в режимі картографування з ІЧ системою нічного бачення AAQ-15 дозволяє екіпажу з високою точністю здійснювати візуальне визначення місцезнаходження літака в будь-який час доби незалежно від погодних умов. Комплексування систем БРЕО виконувала фірма IBM; «Ядром» бортового комплексу є дві ЕОМ IBMAP-102, розроблених для стратегічних бомбардувальників В-1. До складу апаратури РЕБ введені приймач попередження про електромагнітне опроміненні ALR-69, активний постановник інфрачервоних перешкод ALQ-172 і підвісний контейнер РЕБ ALQ-8. Система дозаправлення дозволяє приймати паливо не тільки від танкерів КС-135, але і від КС-10. Перший МС−130Н переданий ВПС 17 жовтня 1991.

### MC-130W Combat Spear
MC-130W Combat Spear є більш удосконалена версія літака спеціального призначення й виконує аналогічні завдання в операціях, які потребують прихованого характеру проникнення в глибокий тил супротивника або вороже середовище. Неофіційно отримав прізвище «Combat Wombat».

#### MC-130W Dragon Spear
MC-130W Dragon Spear становить модернізовану версію MC-130W Combat Spear, однак з іншими функціональними характеристиками та призначенням. У травні 2009 після невдалих спробу прийняти на озброєння удосконалену версію літака вогневої підтримки C-27J Spartan на заміну AC-130, керівництво ВПС вирішило модернізувати існуючу модель MC-130W в проміжний варіант літака безпосередньої підтримки сил спеціальних операцій на полі бою. На літак змонтували комплекс 30-мм автоматичної швидкострільної гармати Bushmaster II GAU-23/A, оснастив усіма приладами керування вогнем, сенсорами цілі, системами зв'язку та управління та забезпечивши високоточними боєприпасами підвищеної потужності. Літак може вести також вогонь по наземних цілях боєприпасами типу GBU-44/B Viper Strike або AGM-176 Griffin.

### MC-130P Combat Shadow
MC-130P Combat Shadow — військово-транспортний літак сил спеціальних операцій, створений на основі транспортного літака HC-130. Основні завдання літака — забезпечення постачання підрозділам спеціальних операцій під час виконання ними завдань за будь-яких погодних умов, вдень та в ночі; пошуково-рятувальні та бойові пошуково-рятувальні операції в глибокому тилу супротивника, а також дозаправлення вертольотів спецоперацій у повітрі.

### MC-130J Commando II
MC-130J Commando II, в минулому мав назву MC-130J Combat Shadow II — наступна модель літака MC-130 для сил спеціальних операцій. Основне призначення MC-130J практично не відрізняється від попередніх версій, й виконує завдання з інфільтрації та ексфільтрації груп ССО, з доставки й евакуація військового майна з місця проведення спеціальних операцій та зони ведення бойових дій, а також виконує завдання з дозаправлення літальних апаратів спецоперацій у повітрі.

## Втрати літаків серії MC-130
У період з 1967 до 2005 року Повітряні сили США втратили в цілому 9 літаків серії MC-130 при проведенні спеціальних операцій, зокрема 2 було втрачене за часів війни у В'єтнамі. Загинуло 68 членів екіпажу та пасажирів.
- C-130E(I) / MC-130E Combat Talon I — 4 од.
- MC-130H Combat Talon II — 4 од.
- MC-130P Combat Shadow — 1 од.

## Галерея

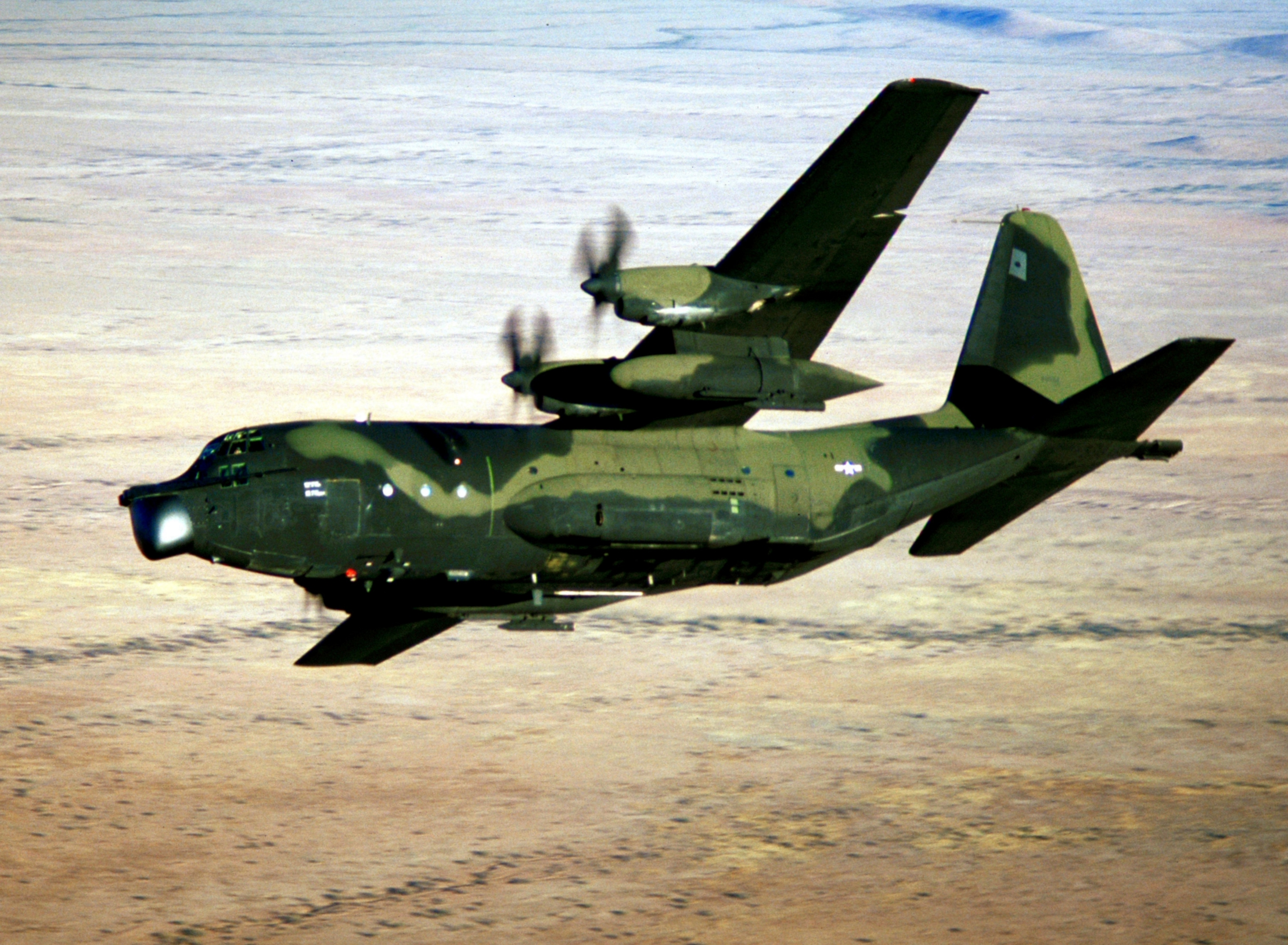
MC-130E Combat Talon II над Аризонською пустелею поблизу авіабази Девіс-Монтен. 1 грудня 1980
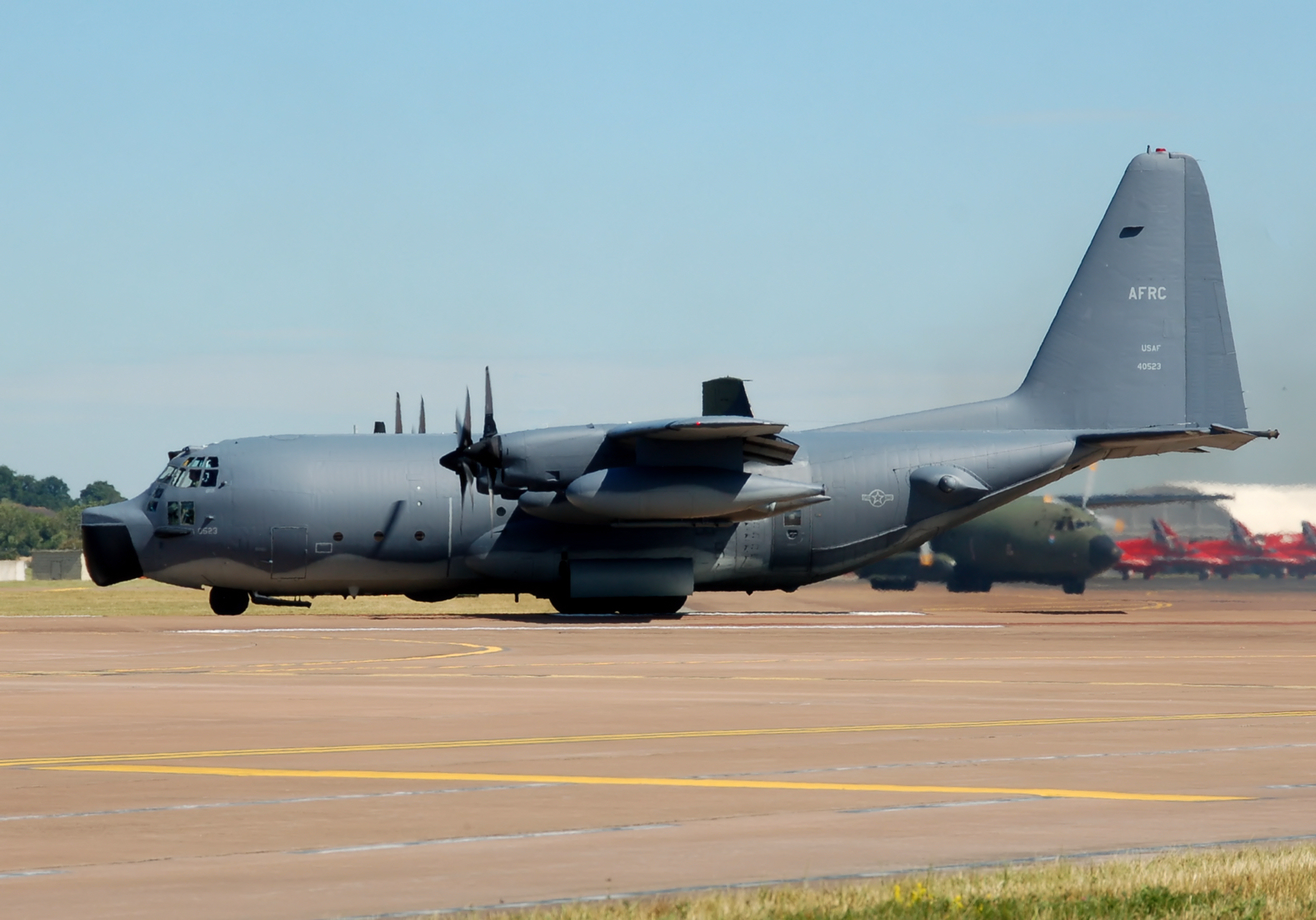
MC-130E Combat Talon I на аеродромі в Глостерширі, в Англії. 19 липня 2010.
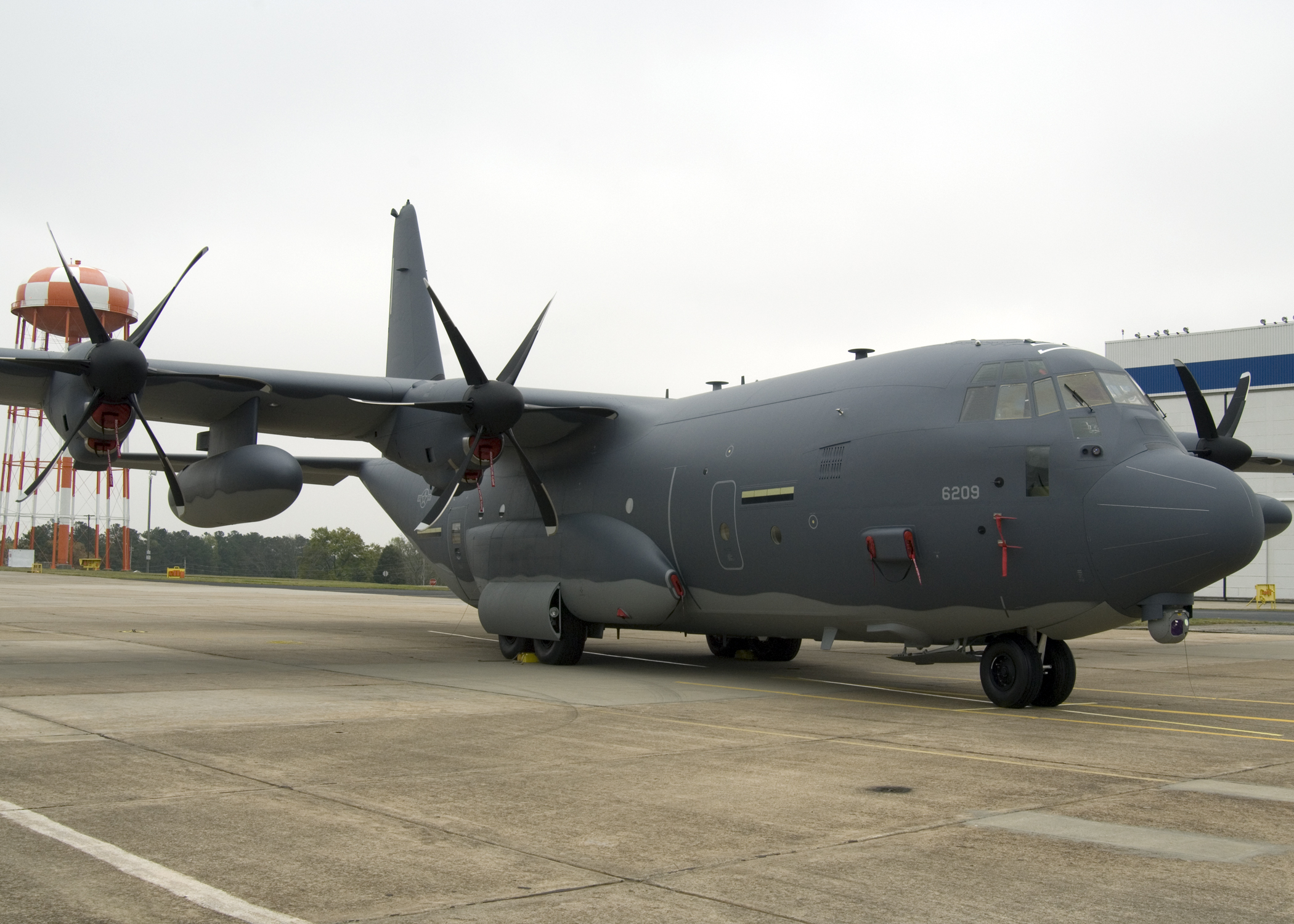
MC-130J. 5 квітня 2011.
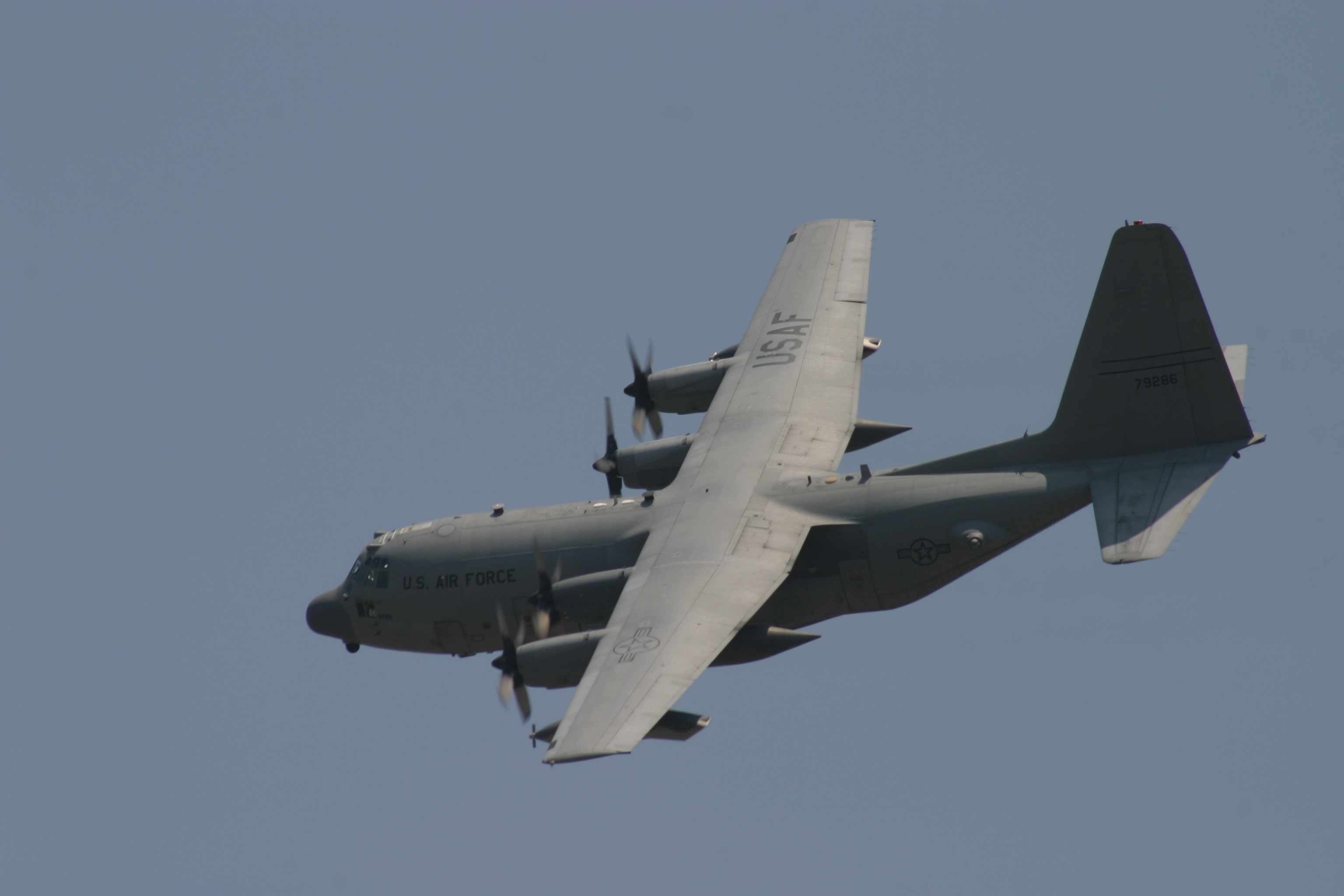
MC-130W Combat Spear над авіабазою Гарлбарт Філд. 13 жовтня 2006
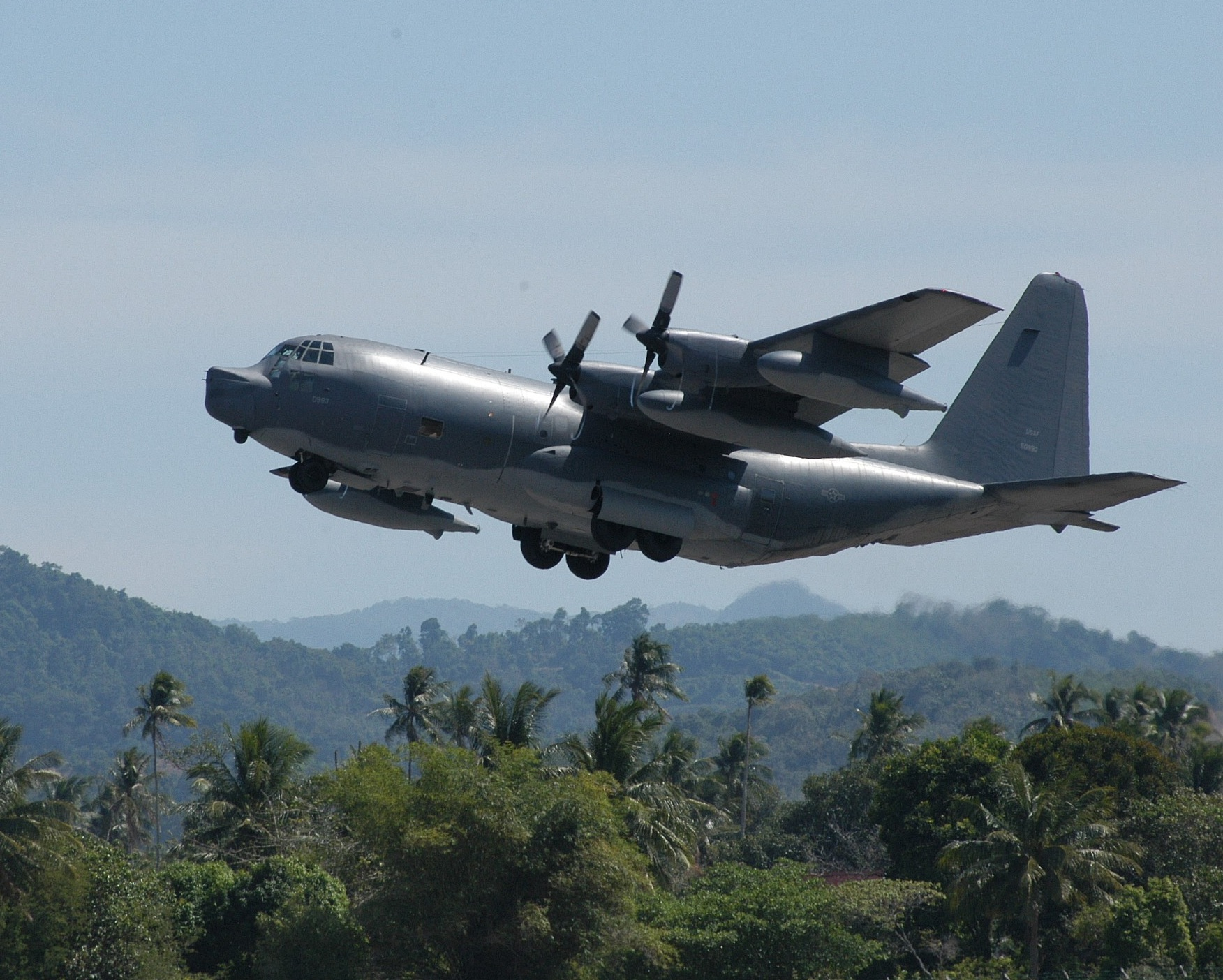
MC-130P Combat Shadow злітає з авіабази Кадена, Окінава, Японія під час проведення гуманітарної операції в Південно-Східній Азії після цунамі. Операція «Юніфайд Ассістанс». 14 січня 2005
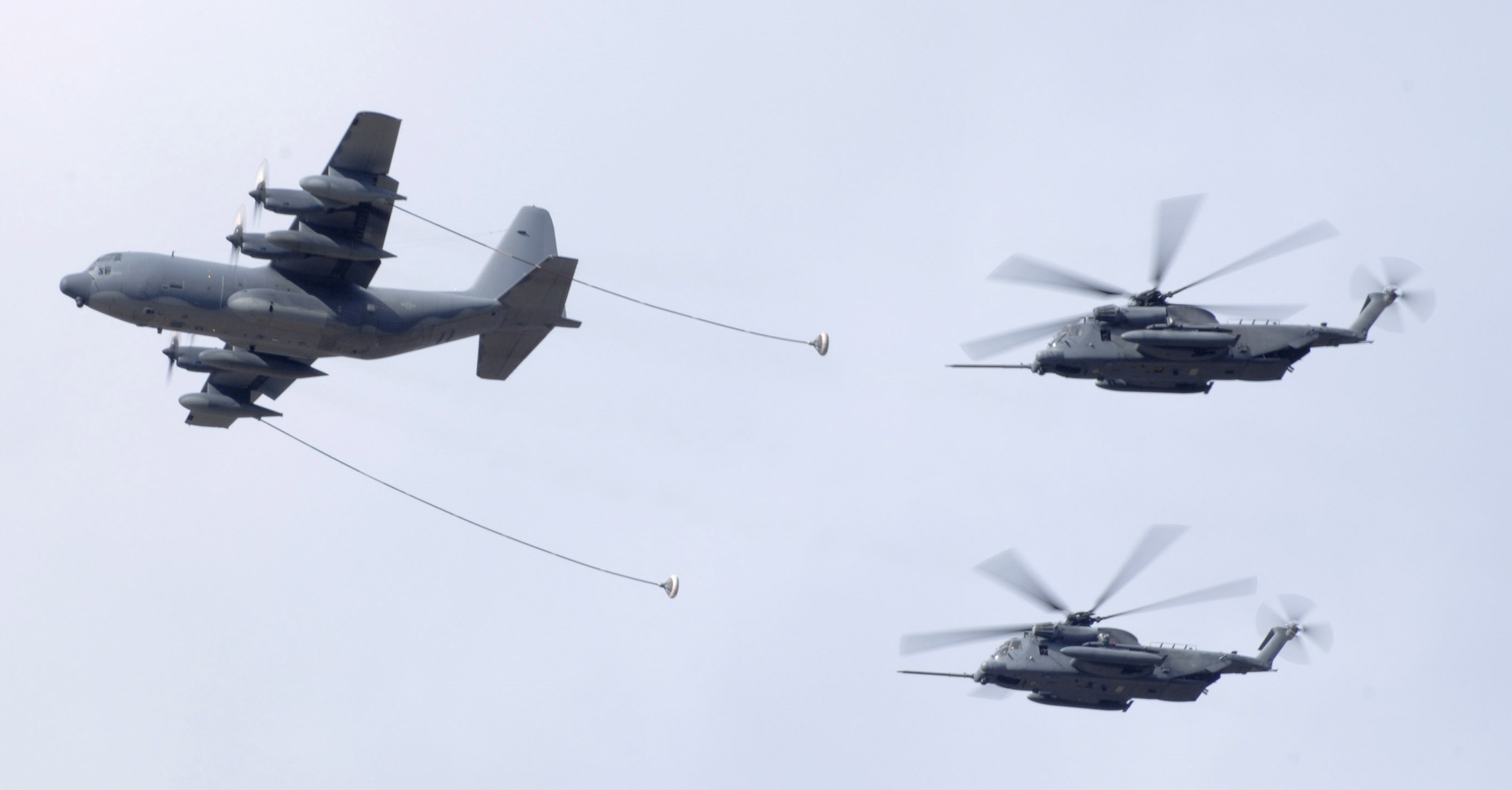
Дозаправлення у повітрі двох гелікоптерів MH-53 «Пейв Лоу» з літака-заправника MC-130W Combat Spear. 17 листопада 2006
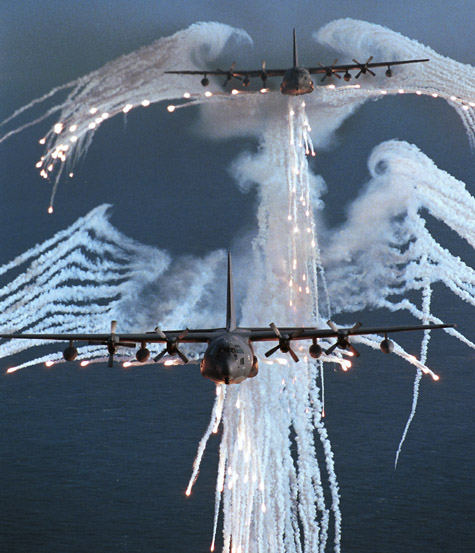
2 літаки MC-130P Combat Shadow демонструють пуск теплових пасток
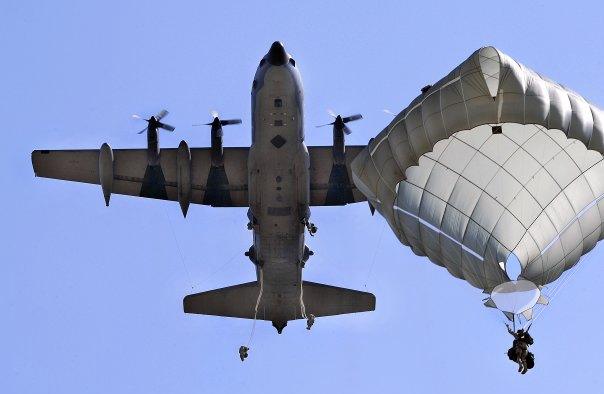
Стрибок з парашутом T-11 з борту MC-130. 4 січня 2013